# 卢正己
卢正己（692年—770年4月21日），本名卢元裕，字子宽。唐朝官员。
生于蒲江县。天宝十三载（754年）春在华州刺史任上。天宝末年，奉命治理通义、唐安二郡，因有政绩，平迁通州刺史、七州采访防御使，奏请在通州设置佛寺。因政绩第一，拜蜀郡大都督府长史，随即被诏书任命为成都尹、剑南节度采访等使。至德二载（757年）六月，南充郡土豪何滔作乱，抓住本郡防御使杨齐曾，被卢元裕发兵讨平。
乾元元年（758年）三月，请求升嘉州为中都督府，但很快罢撤。乾元二年（759年）或上元元年（760年）任尚书右丞。后任御史中丞、大理卿，作《刑录》三卷。又任刑部侍郎，二年（761年）正月至宝应元年（762年）九月在任，年末改任太府卿。宝应元年四月唐代宗登基后，卢元裕因犯其名讳，被优诏赐名卢正己。
广德元年（763年），守工部尚书，出任河南尹、东都留守，散官、勋、封如故。任内恢复了洛阳的秩序，并募集得到了因安史之乱散失的皇室神主。同年卸任河南尹、东都留守，后又任太子宾客。大历五年（770年）二月病重，三月病故于东都循善里私宅。五月，被追赠为太子少保。
《新唐书·宰相世系表》误将卢元裕和卢正己作兄弟二人，且误作卢正己官至刑部尚书。《全唐文》称其曾任太原尹，或误。

## 作品
- 《刑录》三卷
- 《请重杖不致煞费苦心》
- 《请定杖法奏》

## 家庭
夫人荥阳郡郑氏（705年—769年9月11日）。子卢翰。有女儿嫁给朝散大夫光禄卿致仕崔廷。